# Tatjana Gładyszewa
Tatjana Nikołajewna Gładyszewa, ros. Татьяна Николаевна Гладышева (ur. 14 lipca 1966 w Jekaterynburgu) – rosyjska szachistka, arcymistrzyni od 2003 roku.

## Kariera szachowa
Na liście rankingowej Międzynarodowej Federacji Szachowej zadebiutowała w 1991 roku. Normy na tytuł arcymistrzyni wypełniła podczas dwóch turniejów w Jekaterynburgu, w latach 2000 (V miejsce) oraz 2003 (I miejsce).
Od 2000 r. w turniejach klasyfikowanych przez FIDE startuje bardzo rzadko. Najwyższy ranking w karierze osiągnęła 1 lipca 2003 r., z wynikiem 2303 punktów zajmowała wówczas 33. miejsce wśród rosyjskich szachistek.